# Vollmühle Unterbruch
Die Vollmühle Unterbruch war eine Wassermühle mit einem unterschlächtigen Wasserrad am Alte Bach der Wurm, in der Stadt Heinsberg im nordrhein-westfälischen Kreis Heinsberg im Regierungsbezirk Köln.

## Geographie
Die Vollmühle Unterbruch hatte ihren Standort an der linken Seite am Alte Bach der Wurm, an der Wassenberger Straße 1, im Heinsberger Stadtteil Unterbruch. Das Grundstück, auf dem das Mühlengebäude steht, hat eine Höhe von ca. 37 m über NN. Mit der Wurmregulierung in den 1960er Jahren entstand das neue Flussbett der Wurm etwa 30 m von der Mühle entfernt. Vorher war es der Alte Bach der Wurm, ein künstlicher Abzweig von der Wurm, der die Mühle mit Wasser versorgte.

## Gewässer
Die Wurm versorgte auf einer Flusslänge von 53 km zahlreiche Mühlen mit Wasser. Die Quelle der Wurm liegt südlich von Aachen bei 265 m über NN, die Mündung in die Rur ist bei der Ortschaft Kempen in der Stadt Heinsberg bei 32 m über NN. 

## Geschichte
Die erste dokumentierte Geschichte zur Vollmühle Unterbruch bezieht sich auf das Jahr 1419. In dem Jahr verkaufte Johann II. von Leon, Herr zu Heinsberg, und seine Gattin Margaretha von Gennep an Gerhard von der Huet, für 1400 Gulden eine Kornrente von 100 Malter Roggen, von denen 40 Malter aus der Pacht der Vollmühle kamen. Die Nutzung der Mühle war sehr vielfältig. Sie wurde im Laufe ihrer Geschichte als Walk-, Korn-, Öl-, Knochen- und Lohmühle sowie zur Häckselschneiderei genutzt. Für die Orte Unter- und Oberbruch bestand zeitweise ein Mühlenzwang. Im 17. Jahrhundert war das Dorf Unterbruch, in der Franzosenzeit die Stadt Heinsberg der Betreiber der  Mühle. Die heutigen Gebäude wurden 1827 errichtet. Mit der Wurmregulierung in den 1960er Jahren verschwand auch das Wasserrad der Vollmühle von der Bildfläche. Bis 1983 wurde in der denkmalgeschützten Mühle über Elektroantrieb der Mahlbetrieb weiter geführt.

## Galerie

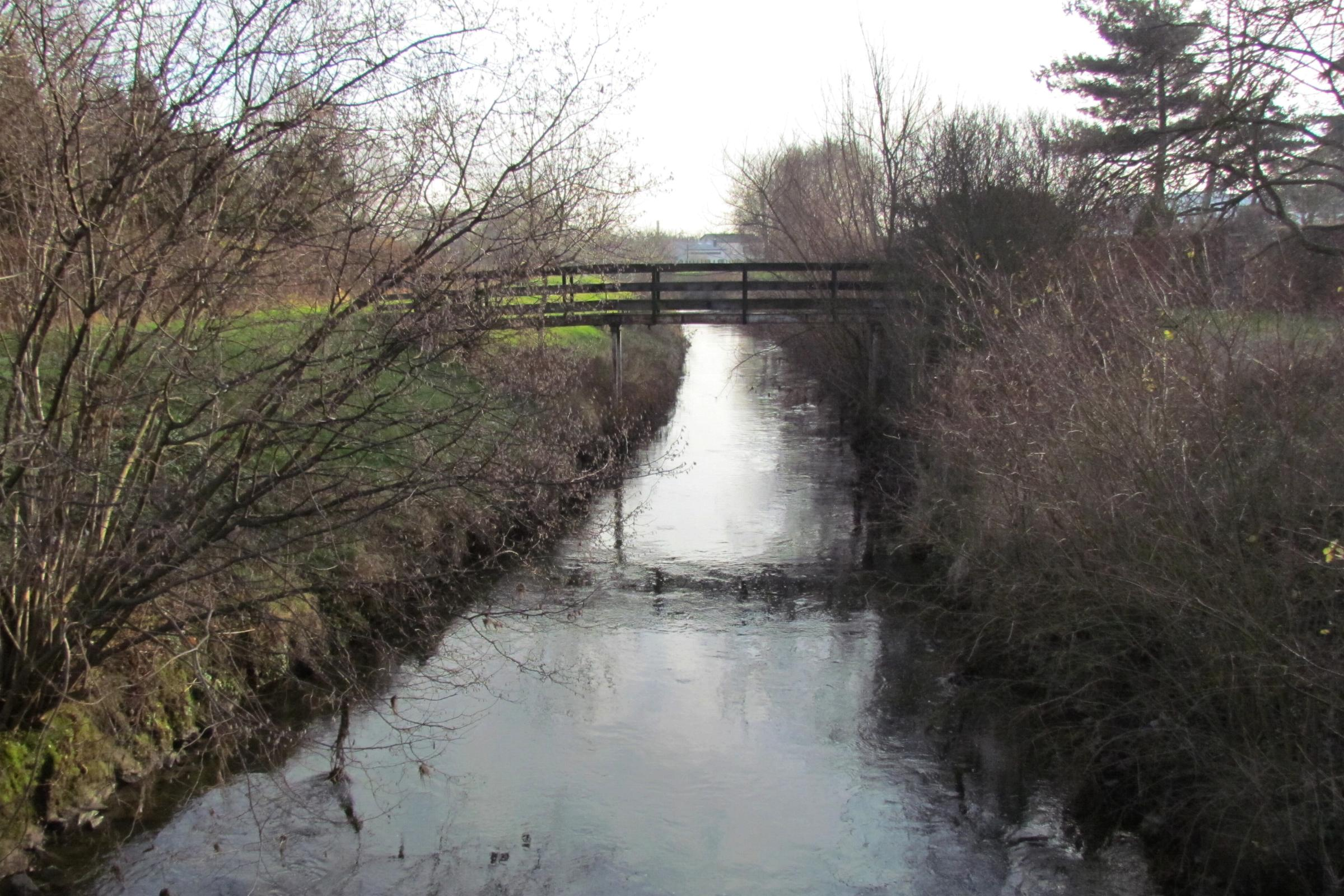
Die Wurm mit Holzbrücke an der Vollmühle Unterbruch
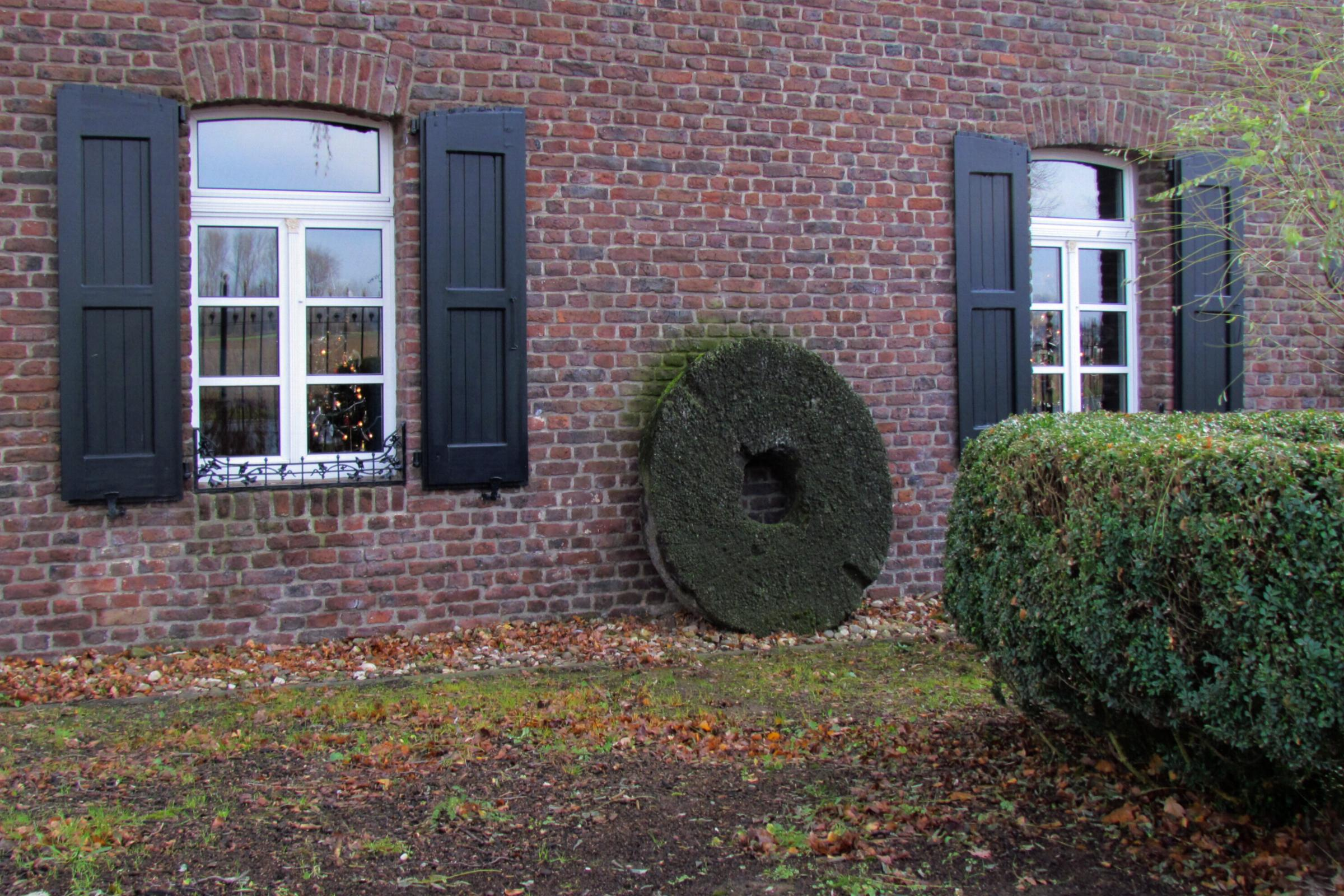
Stummer Zeuge aus alter Zeit
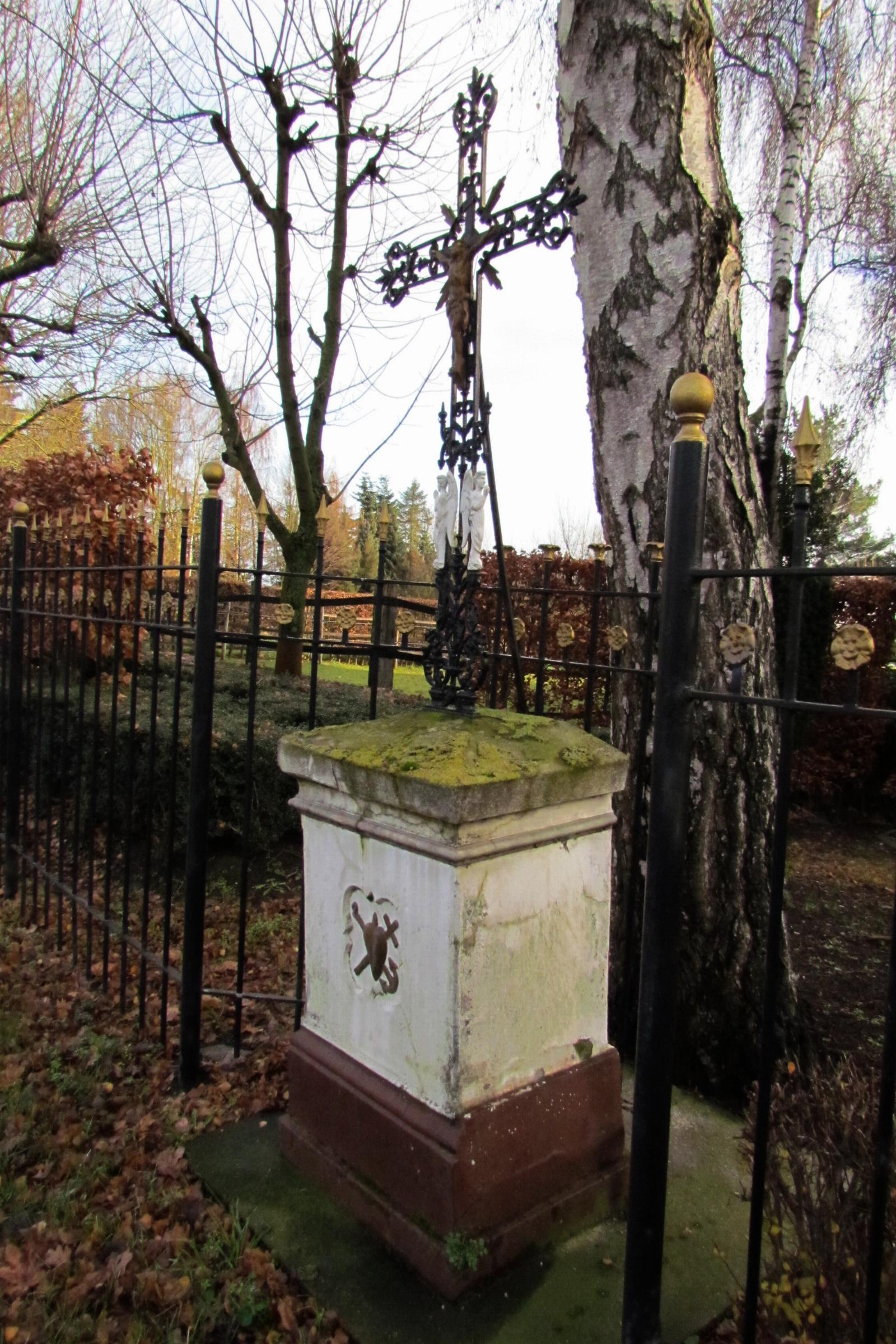
Gedenkkreuz an der Vollmühle Unterbruch
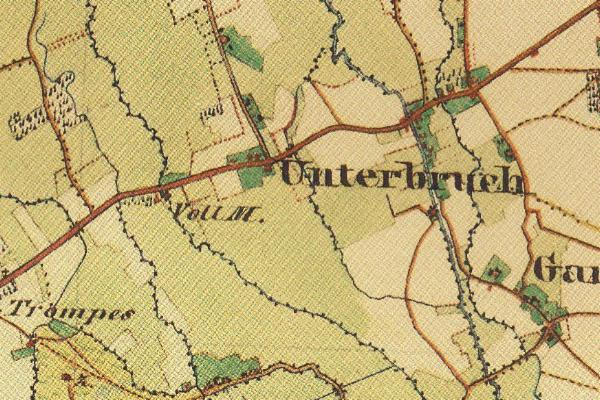
Die Vollmühle Unterbruch auf der Uraufnahme von 1846
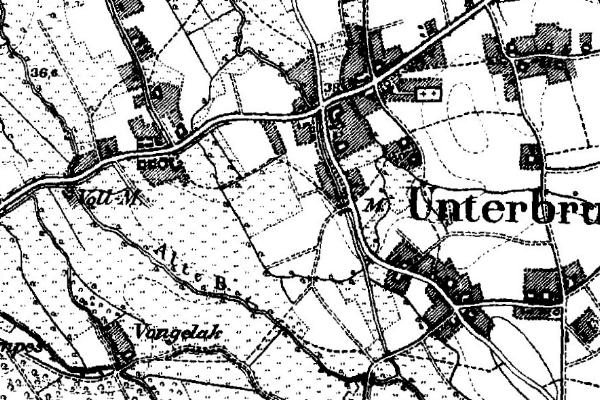
Die Vollmühle Unterbruch auf der Neuaufnahme von 1892
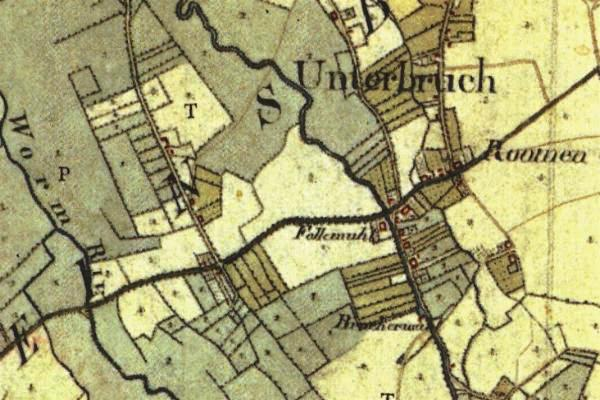
Die Vollmühle Unterbruch auf der Tranchotkarte 1805/1807

## Denkmaleintrag
- Vollmühle von 1828 (Ankersplinte am Wohnhaus), dreiflügelige Backstein - Hofanlage, giebelständiges zweigeschossiges Wohnhaus in zwei zu sieben Achsen
- Wegekreuz vor dem Gebäude aus der Mitte des 19. Jahrhunderts, Steinsockel, Kreuz und Korpus, gusseisern, Eintrag in die Denkmalliste am 8. Juli 1985
- Denkmalliste Heinsberg Nr. 87

→ Siehe auch Liste der Mühlen an der Wurm